# IC 2019
IC 2019 ist eine linsenförmige Galaxie vom Hubble-Typ S0/a im Sternbild Stier auf der Ekliptik. Sie ist schätzungsweise 250 Millionen Lichtjahre von der Milchstraße entfernt und hat einen Durchmesser von etwa 60.000 Lichtjahren. Gemeinsam mit PGC 200219 bildet sie ein gravitativ gebundenes Galaxienpaar.
Das Objekt wurde am 22. Januar 1898 von Stéphane Javelle entdeckt.